# Andreas Ekberg
Andreas Ekberg (Suecia - 2 de enero de 1985) es un árbitro de fútbol sueco internacional desde 2013 y arbitra en la Allsvenskan.

## Torneos de selecciones
Ha arbitrado en los siguientes torneos de selecciones nacionales:
- Campeonato Europeo de la UEFA Sub-19
- Eurocopa Sub-21
- Campeonato de Europa Sub-17 de la UEFA
- Clasificación de UEFA para la Copa Mundial de Fútbol de 2018
- Liga de las Naciones de la UEFA
- Clasificación para la Eurocopa 2020
- Copa Mundial de Fútbol Sub-17 de 2019 en Brasil[2][3]

## Torneos de clubes
Ha arbitrado en los siguientes torneos de internacionales de clubes durante varios años:
- Liga de Campeones de la UEFA
- UEFA Europa League
- Liga Juvenil de la UEFA